# 49448 Macocha
49448 Macocha este un asteroid din centura principală de asteroizi.

## Descriere
49448 Macocha este un asteroid din centura principală de asteroizi. A fost descoperit pe 21 decembrie 1998 la Observatorul din Ondřejov de Petr Pravec. Asteroidul prezintă o orbită caracterizată de o semiaxă mare de 2,54 ua, o excentricitate de 0,21 și o înclinație de 9,3° în raport cu ecliptica.